# Salustios
Salustios (Σαλούστιος, Saturninus Sallustius Secundus) - żyjący w IV w. n.e. neoplatoński filozof ze szkoły pergamońskiej. Współpracował z cesarzem Julianem w odnawianiu pogaństwa w cesarstwie. W 361 roku n.e. został mianowany prefektem Wschodu. 

## Myśl
W traktacie "O bogach i świecie" (362 r. n.e.) przedstawiał i uzasadniał wierzenia pogańskie, które zgodnie z polityką przywrócenia politeizmu cesarza Juliana, miały być alternatywą dla wierzeń chrześcijańskich. Wskazywał, że wiedza o tym, że bogowie istnieją jest czymś naturalnym, natomiast ateizm jest swego rodzaju karą. Karą za to że człowiek poznał bogów i nimi pogardził, więc w kolejnym życiu odebrana mu jest wiedza o bogach. 
Salustios wierzył także w opatrzność, dotyczącą narodów, miast, a także poszczególnych ludzi. Według niego nic nie jest złe z natury, a staje się jedynie złe ze względu na działania ludzi. Zło bierze się z błędu poznawczego, ponieważ człowiek bierze zło za dobro i je czyni. Zło powstaje więc ze względu na fałszywą ocenę. 